# St. Pankratius (Störmede)

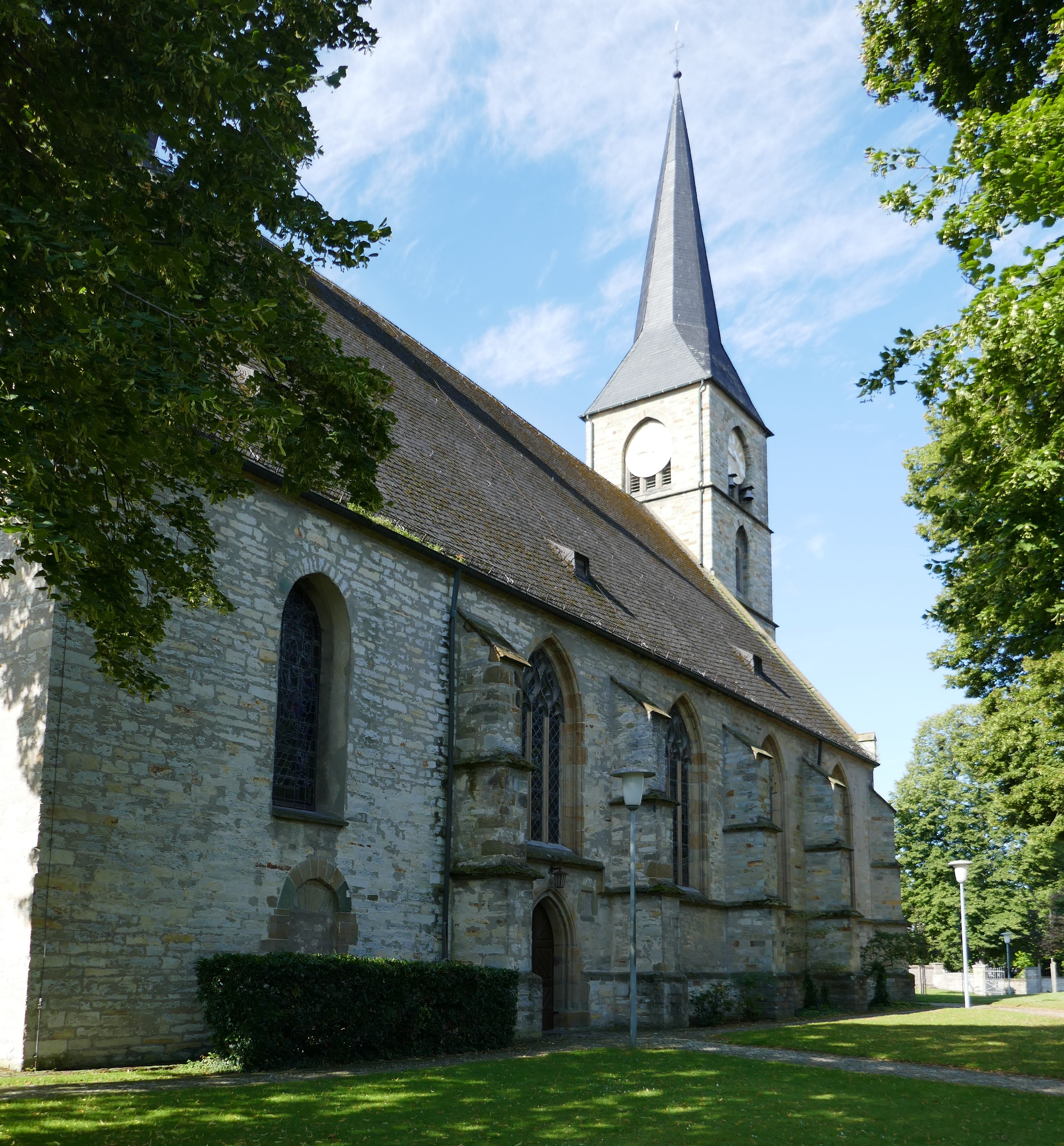
Pfarrkirche St. Pankratius

Die katholische Pfarrkirche St. Pankratius befindet sich in Störmede, einem Stadtteil der Stadt Geseke im Kreis Soest (Nordrhein-Westfalen).

## Geschichte
Aus dem 12. Jahrhundert stammen die ältesten Teile der Kirche. Sie wurde auf den Fundamenten einer früheren Burgkapelle, die in romanischer Bauweise erbaut wurde, errichtet. Der Grundstein zum teilweisen Neubau des Gotteshauses wurde im Jahre 1521 gelegt. Aus dem frühen 16. Jahrhundert stammen die gotischen Mittelteile von St. Pankratius. Die im Osten stehende Sakristei stammt aus dem Jahr 1724. Von 1870 bis 1871 wurden der Kirchturm sowie zwei westliche Joche errichtet. Die zwei Renaissance-Epitaphe stellen die früheren Schlossherren Alhard den Älteren und Ahlhard den Jüngeren dar. Sie wurden 1963 bei der Renovierung des Kirchenbodens entdeckt. Im Jahre 1935 wurde die Orgel von der Firma Speith-Orgelbau aus Rietberg gefertigt. Das vierstimmige Gussstahlgeläut im Westturm stammt aus der Gießerei Buderus & Humpert und erklingt in es'-f'-g'-b'. Im Dachreiter hängt noch eine Kleppglocke.